# Xuriguera-Staumauer
Die Xuriguera-Staumauer war die Gewichtsstaumauer der Talsperre Pantà de la Xuriguera, die nordwestlich von Terrassa in Katalonien, Spanien, im Jahr 1902 am Fluss Gaià erbaut worden war. Sie brach am 24. Februar 1944 bei starken Regenfällen während der Nacht und verursachte eine Flutwelle mit großen Zerstörungen, bei der 6 oder 7 Menschen umkamen.
Die Talsperre war seit 1897 geplant worden und sollte die Stadt Terrassa und die dortige Industrie mit Wasser versorgen. Die Staumauer aus Mauerwerk oder Beton war 42 Meter hoch, 165 Meter lang und auf Fels gegründet. Der Stausee hatte einen Inhalt von 1,1 Millionen Kubikmetern. Vor der Katastrophe sollen Niederschläge von 280 Litern pro Quadratmeter gefallen sein.
Als Ursache des Bruches wird in der Literatur Gleiten (Abrutschen) der Gründung angegeben. Die Ruinen der Staumauer sind heute noch zu sehen.

Abbildungen mit Resten der Staumauer
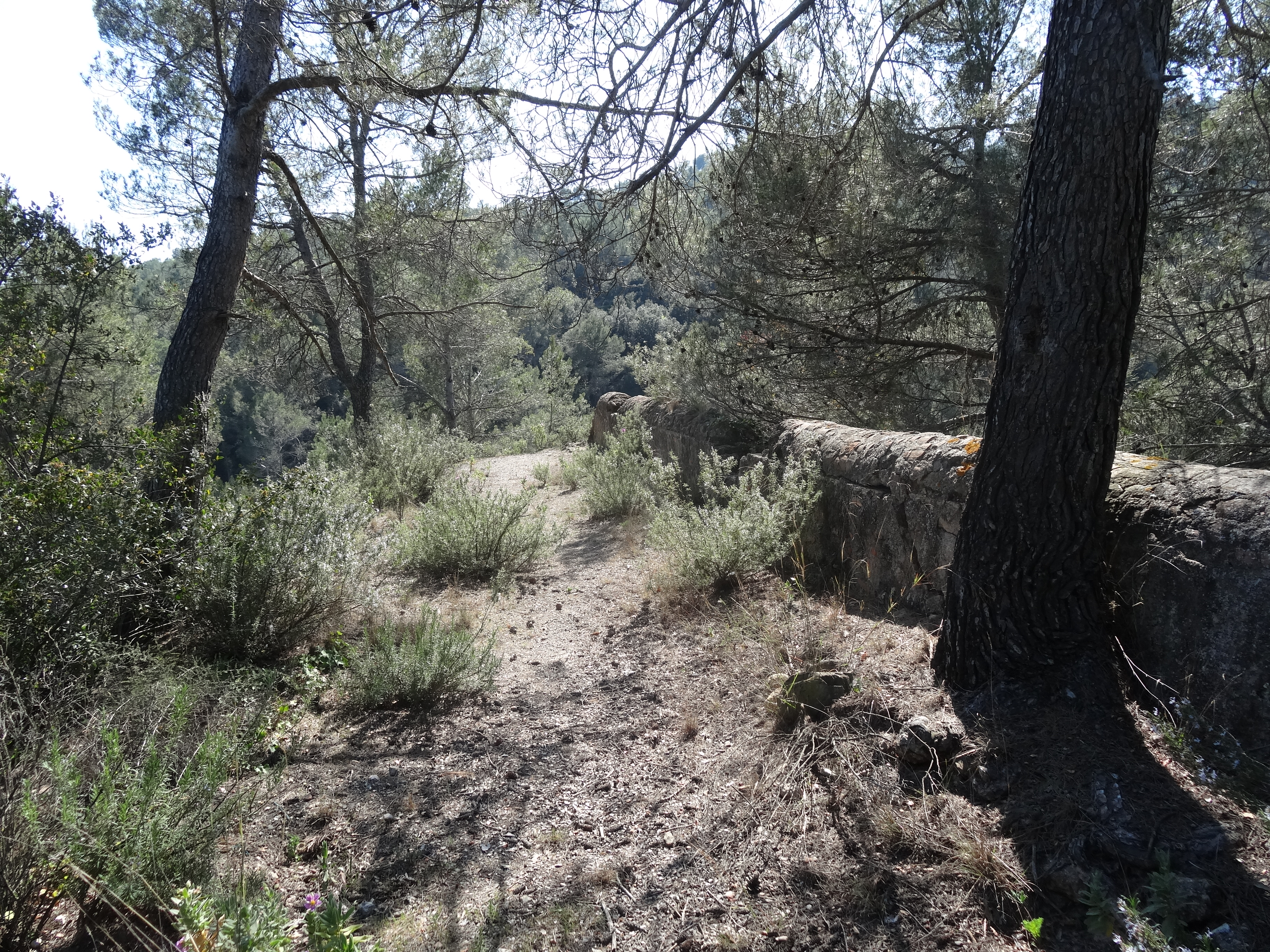
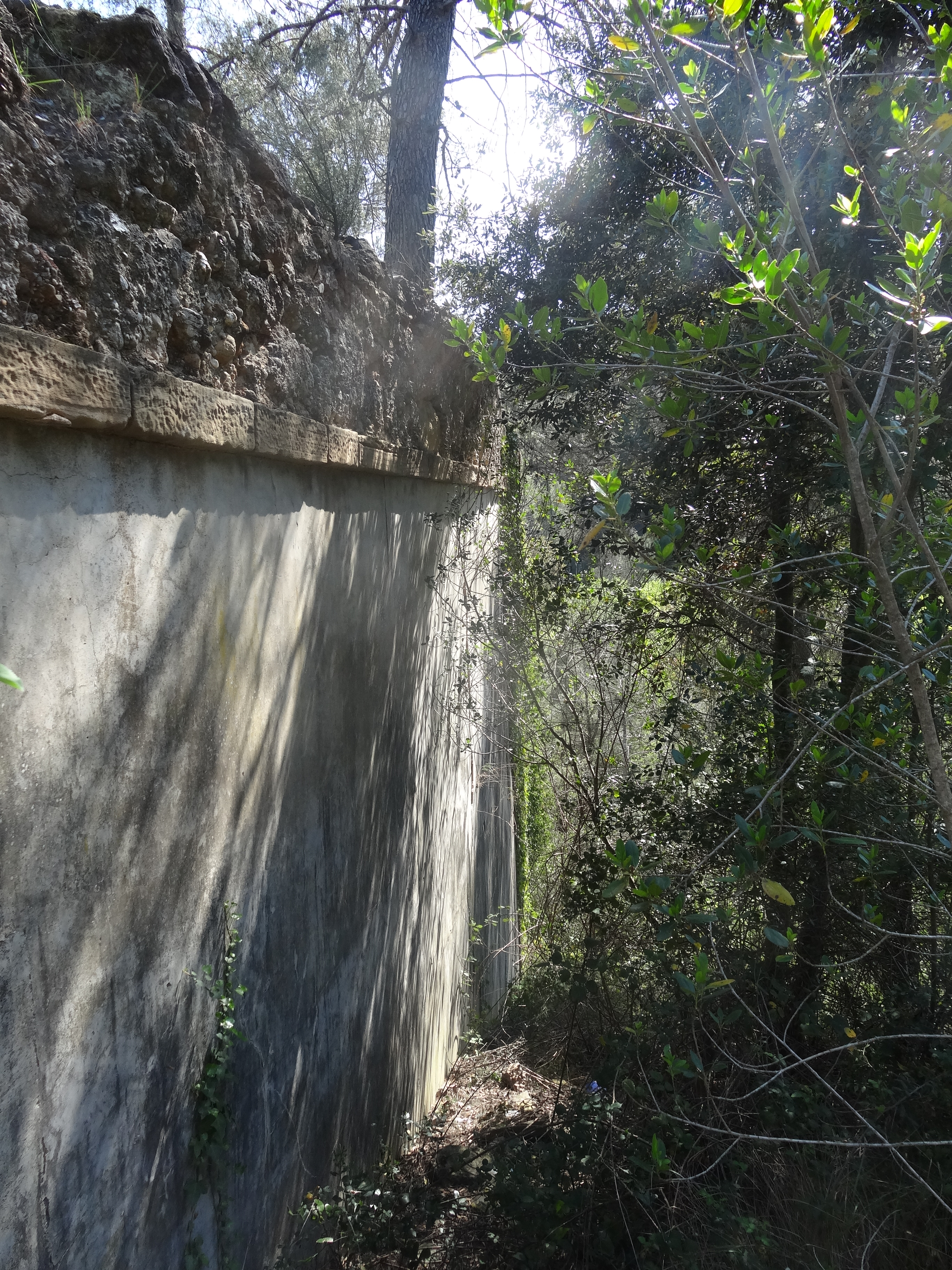